# Svisloč (Berezina)
Svisloč je rijeka u središnjoj Bjelorusiji. Desna je pritoka rijeke Berezine (pritoke Dnjepra).
Svisločizvire na Minskom pobrđu, nedaleko od uzvišenja Majak (trećeg po visini vrha u zemlji s 335 metara nadmorske visine) oko 39 km sjeverozapadno od Minska. Teče prema jugu preko Srednjoberezinske ravnice i ulijeva se u rijeku Berezinu kod sela Svisloč u Osipovičkom rajonu.
Ukupna dužina toka je 327 km, prosječan protok oko 80 km od ušća iznosi 24,3 m³/s. Prima nekoliko manjih pritoka.
Godine 1976., gradnjom Vilejsko-minske kanalske mreže povezana je s rijekom Vilijom i bazenom Njemena, što je ujedno dovelo i do rasta razine vode u samoj rijeci.
Pod ledom je od prosinca do kraja ožujka. Na njoj postoje dva veća umjetna jezera: Zaslavsko jezero (koje često nazivaju i Minskim morem) površine 31 km² i Osipovičko jezero površine 11,9 km².

## Vanjske poveznice
|  | Zajednički poslužitelj ima još gradiva o temi Svisloč (Berezina) |